# 傑西·諾曼
傑西·諾曼（Jesse Norman，1962年6月23日—）是一位英格蘭政治人物，他的黨籍是保守黨。自2010年開始，他擔任赫里福德和南赫里福德郡選區選出的英國下議院議員。他通過公開遴選成為保守黨的候選人。現任英國運輸國務大臣。